# جان هوبير (مؤرخ الفن)
جان هوبير (بالفرنسية: Jean Hubert)‏ هو مؤرخ الفن فرنسي، ولد في 12 يونيو 1902 في Ardentes ‏ في فرنسا، وتوفي في 1 يوليو 1994.